# King (azienda)
King Digital Entertainment è una sussidiaria degli Xbox Game Studios di origine e locazione svedese produttrice di videogiochi, ed è la più grande azienda sviluppatore di giochi su Facebook. È parte del gruppo Activision Blizzard e Xbox Game Studios.
King sviluppa giochi per il web, per mobile (sia iOS che Android), e per Facebook.

## Storia
Prima di fondare King, Zacconi, Morris, e Toby Rowland hanno lavorato insieme su uDate.com, un sito creato da Morris. Morris ha venduto il sito per 150 milioni di dollari nel 2003. I tre hanno unito le forze con Sebastian Knutsson, Thomas Hartwig, Lars Markgren e Patrik Stymne crearono la King nel 2003 e stabilirono la sede in Svezia. L'azienda ha guadagnato 43 milioni di dollari nel 2005.
Nel primo trimestre del 2012,  King aveva 30 milioni di utenti attivi e raggiunse 408 milioni alla fine del 2013. Nel novembre 2015, la società è stata comprata da Activision Blizzard per la cifra di 5,9 miliardi di dollari.
Il 18 gennaio 2022 viene annunciata l'acquisizione di Activision Blizzard da parte di Microsoft per 68,7 miliardi di dollari, ciò la rende l'acquisizione più costosa nella storia del gruppo di Seattle.

### Marchi e clonazioni non autorizzate
Nel gennaio del 2014, King ha attirato polemiche dopo il tentativo di registrazione come marchio delle parole "Candy" e "Saga" in diversi titoli di gioco.
Sempre nel mese di gennaio 2014, lo sviluppatore di giochi Matthew Cox fu accusato di aver clonato il suo gioco Scamperghost dai giochi della King.

## Videogiochi sviluppati

### Candy Crush Saga
Il gioco più popolare di King è Candy Crush Saga, che è stato lanciato nel marzo 2011. Nel mese di aprile 2012 è stato lanciato anche su Facebook e rapidamente ha guadagnato popolarità. Dopo il successo su Facebook, King ha lanciato Candy Crush Saga su smartphone (iOS, Android e Windows Phone nel novembre 2012. Il gioco è stato scaricato oltre 10 milioni di volte nel suo primo mese

### Candy Crush Soda Saga
Candy Crush Soda Saga è il sequel di Candy Crush Saga, ed è stato pubblicato nel 2014 su Facebook e su smartphone (iOS, Android e Windows Phone).

### Pepper Panic Saga
Era disponibile gratuitamente su Facebook. Si è classificato al 23º posto come gioco più giocato su Facebook nel mese di gennaio 2014 e, fino alla fine, ha avuto un altissimo seguito grazie ai suoi centinaia di livelli da giocare.

### Altri giochi
- AlphaBetty Saga (chiuso)
- Bubble Witch Saga (chiuso)
- Bubble Witch 2 Saga
- Bubble Witch 3 Saga
- Candy Crush Saga
- Candy Crush Soda Saga
- Candy Crush Friends Saga
- Candy Crush Jelly Saga
- Candy Crush Solitaire
- Crash Bandicoot: On the Run! (chiuso)
- Diamond Diaries Saga
- Diamond Digger Saga (chiuso)
- Farm Heroes Saga
- Farm Heroes Super Saga
- Legend of Solgard (attualmente pubblicato da Snowprint Studios AB)
- Papa Pear Saga (chiuso)
- Pet Rescue Saga
- Pet Rescue Puzzle Saga (chiuso)
- Pyramid Solitaire Saga
- Rebel Riders
- Scrubby Dubby Saga (chiuso)
- Shuffle Cats (chiuso)
- Knighthood (attualmente pubblicato da Midoki Roleplaying Games)